# Plouër-sur-Rance
Plouër-sur-Rance é uma comuna francesa na região administrativa da Bretanha, no departamento Côtes-d'Armor. Estende-se por uma área de 19,82 km². Em 2010 a comuna tinha 3 646 habitantes (densidade: 184 hab./km²).